# Musculus retractor penis
Der Musculus retractor penis („Zurückzieher des Penis“) ist ein streifenförmiger paariger Muskel des Penis bei Säugetieren, der vorwiegend aus glatter Muskulatur besteht. Er entspringt an der Unterseite der ersten Schwanzwirbel und setzt an der Unterseite des Penisschaftes an. Er wird von Nervenfasern des vegetativen Nervensystems aus dem Lendenteil des Rückenmarks innerviert, die über den Nervus pudendus zum Muskel gelangen. Der Musculus retractor penis zieht den Penis in die Vorhaut zurück und stabilisiert bei Tieren mit einer sigmidförmigen Krümmung im Penisschaft (z. B. Paarhufer) diese Biegung. Bei der Erektion erschlafft der Muskel. Weitere Muskeln des Penis sind der Musculus bulbospongiosus und der Musculus ischiocavernosus, die allerdings aus quergestreifter Muskulatur bestehen.
Der homologe Muskel bei weiblichen Tieren ist der Musculus retractor clitoridis.
Über eine Pudendusblockade kann der Muskel zur Erschlaffung gebracht werden, so dass der Penis vorfällt und einer Untersuchung zugänglich ist. Der Bereich des Ansatzes des Musculus retractor penis ist bei Hausrindern die häufigste Lokalisation für Harnsteine.